# Joseph Cabanes
Joseph Cabanes est un homme politique français né le 13 octobre 1831 à Aurillac (Cantal) et décédé le 19 janvier 1891 à Aurillac.

## Biographie
Avocat à Aurillac, il est maire de la ville et conseiller général du canton de Laroquebrou, et par la suite président du conseil général. Il est sénateur républicain du Cantal de 1885 à 1891.